# Færøernes fodboldforbund
Fótbóltssamband Føroya (FSF) er Færøernes nationale fodboldforbund og dermed det øverste ledelsesorgan for fodbold på øgruppen. Det administrerer Betrideildin og fodboldlandsholdet og har hovedsæde i Tórshavn.

## Historie
Der er blevet spillet fodbold på Færøerne siden slutningen af 1800-tallet og det færøske fodboldmesterskab blev første gang afholdt i 1942. Fra 1948 til 1978 blev alt færøsk fodbold administreret af sportsforbundet ÍSF. Da FSF blev grundlagt den 13. januar 1979, begyndte det at organisere fodboldstrukturen. Det kvindelige fodboldmesterskab blev først afholdt i 1985.
I 1980'erne begyndte forbundet at uddanne fodboldtrænere. Til at starte med skete det med økonomisk støtte fra Danmark, men siden midten af 1990'erne har det færøske forbund selv haft ansvaret for dette.
FSF blev i 1988 medlem af FIFA og i 1990 af UEFA. Lige siden har landet deltaget ved internationale fodboldturneringer.

## Ekstern henvisning
- football.fo Arkiveret 27. september 2011 hos  Wayback Machine